# Christine (powieść)
Christine – powieść grozy amerykańskiego pisarza Stephena Kinga z 1983. W Polsce wydana po raz pierwszy w 1992 przez wydawnictwo Amber i później trzykrotnie wznowiona (1998, 2004, 2008) przez Prószyński i S-ka pod tym samym tytułem.

## Opis fabuły
Arnie Cunningham, zakompleksiony chłopak z amerykańskiego high-school nie ma lekkiego życia. Właściwie na każdym polu odnosi porażki – zarówno w szkole, gdzie nie odnosił sukcesów w nauce, a na dodatek doskwierała mu banda osiłków, jak i w życiu osobistym, gdyż ze względu na swój cherlawy wygląd nie ma powodzenia u dziewczyn.
Jego życie uległo zmianie od czasu, gdy pojawiła się w nim Christine – stary samochód marki Plymouth, który okazuje się żyć i kierować ludzkimi uczuciami. Arnie dostaje na jego punkcie obsesji – zaczyna zaniedbywać szkołę, rodzinę i przyjaciół, spędzając z Christine większość czasu. Początkowo wpływ Christine wydaje się nawet korzystny: chłopak zyskuje pewność siebie, a nawet jego wygląd ulega poprawie, dzięki czemu Arnie zdobywa miłość Leigh, koleżanki ze szkoły. Jednak wtedy samochód zaczyna pokazywać swoje prawdziwe oblicze.

## Ekranizacja
Na podstawie powieści powstał film z 1983 roku w reżyserii Johna Carpentera. W rolę głównego bohatera wcielił się Keith Gordon.